# ZESCO
„Електроснабдителна корпорация на Замбия“ ООД (на английски: Zambia Electricity Supply Corporation Limited), повече известна със съкращението ZESCO, е държавна компания в Лусака, Замбия.
Тя е най-голямата електрическа компания в страната, произвеждаща около 80% от нейното електричество. Представя Замбия в Южноафриканския енергиен басейн.

## Дейност
Компанията притежава 7 ВЕЦ с общ капацитет 1752 MW. ZESCO също притежава 9975 km електропреносна мрежа.
Строи се нова ВЕЦ със 120 MW инсталирана мощност (до 2013 г.)

## Електроцентрали
- ВЕЦ „Кафуе Гордж Дам“, 900 MW
- ВЕЦ „Кариба“, 720 MW (очаквано разширение до 1080 MW през декември 2012 г.)
- ВЕЦ Виктория Фолс, 108 MW
- 4 по-малки ВЕЦ: Лусиуаси (12MW), Мусонда Фолс (5MW), Чишимба фолс (6MW) и Лунзуа (750KW); обикновено не функционират през сухия сезон поради липса на вода.